# USS Texas (BB-35)
USS Texas (BB-35) – amerykański pancernik typu New York, należącego do drugiego typoszeregu drednotów w United States Navy. Zbudowany w latach 1911–1914, był drugim okrętem amerykańskiej marynarki noszącym nazwę pochodzącą od stanu Teksas. Okręt-muzeum na terenie San Jacinto Battleground State Historic Site stanu Teksas.
Na początku swojej służby „Texas” brał udział w operacjach na wodach meksykańskich podjętych w reakcji na incydent w Tampico w kwietniu 1914 roku. Po przystąpieniu Stanów Zjednoczonych do I wojny światowej eskortował alianckie konwoje na Oceanie Atlantyckim. W okresie międzywojennym pełnił służbę na obydwu oceanach, w połowie lat 20. przechodząc znaczącą modernizację. Po ataku na Pearl Harbor w 1941 roku uczestniczył w bitwie o Atlantyk, później ostrzeliwał cele nabrzeżne w czasie kampanii północnoafrykańskiej, lądowania w Normandii oraz w południowej Francji. Pod koniec 1944 roku został przeniesiony na teatr działań na Pacyfiku. Tam zapewniał wsparcie artyleryjskie żołnierzom atakującym Iwo Jimę i Okinawę.
„Texas” został wycofany ze służby w 1946 roku, będąc odznaczonym pięcioma odznaczeniami bojowymi (battle stars) oraz francuską Legią Honorową za służbę w czasie II wojny światowej i współcześnie jest zachowany jako okręt muzeum w San Jacinto State Park na przedmieściach Houston w Teksasie. Wśród innych pancerników będących okrętami muzealnymi wyróżnia się tym, że jest najstarszym zachowanym drednotem. Wśród okrętów amerykańskich wyróżnia się także jako ten, który kilkakrotnie był przełomową jednostką: pierwszym amerykańskim pancernikiem, na którym zamontowano działa przeciwlotnicze, pierwszą jednostką, której ogień artyleryjski był kierowany za pomocą dalocelowników, pierwszym okrętem liniowym, z którego pokładu wystartował samolot, oraz pierwszym pancernikiem, który został okrętem muzealnym. Jest także pierwszym pancernikiem, który został uznany za U.S. National Historic Landmark.

## Budowa
Budowa obydwu pancerników typu New York, pierwszych amerykańskich drednotów z nowo opracowanymi działami 14-calowymi (kal. 356 mm), została autoryzowana przez Kongres 24 czerwca 1910 roku i miała zostać sfinansowana z budżetu marynarki na 1910 roku. Pancernik nr 35, dla którego Sekretarz Marynarki, George von Lengerke Meyer, wybrał nazwę „Texas”, miał być zbudowany w stoczni prywatnej. Oferty były przyjmowane w okresie od 27 września do 1 grudnia tegoż roku; najlepszą, opiewającą na sumę 5 530 000 dolarów nie wliczając kosztów opancerzenia i uzbrojenia, przedstawiła Newport News Shipbuilding & Drydock Co. ze stanu Wirginia. Kontrakt został podpisany 17 grudnia 1910 roku, a plany przekazane do stoczni 24 grudnia. Stępkę okrętu położono w Newport News 17 kwietnia 1911 roku, ceremonia wodowania odbyła się 18 maja 1912 roku, zaś matką chrzestną została panna Claudia Lyon, córka pułkownika Cecila A. Lyona, teksańskiego członka Republican National Committee. Świadkami wodowania było około 15 tysięcy widzów. Uroczystość, jako jedna z pierwszych tego typu w historii US Navy, została uwieczniona na taśmie filmowej. Nazwy użyto po raz drugi w historii US Navy, nosiło ją lub miało nosić również sześć jednostek floty Skonfederowanych Stanów Ameryki. Aby zwolnić ją dla nowego pancernika, wcześniejszy „Texas” został przemianowany na „San Marcos”.
Po zakończeniu prac wyposażeniowych oraz odbyciu prób zdawczo-odbiorczych 12 marca 1914 jednostka weszła do służby, pierwszym dowódcą został komandor Albert W. Grant. Całkowity koszt budowy okrętu wyniósł 10 971 525 dolarów.

## Opis konstrukcji

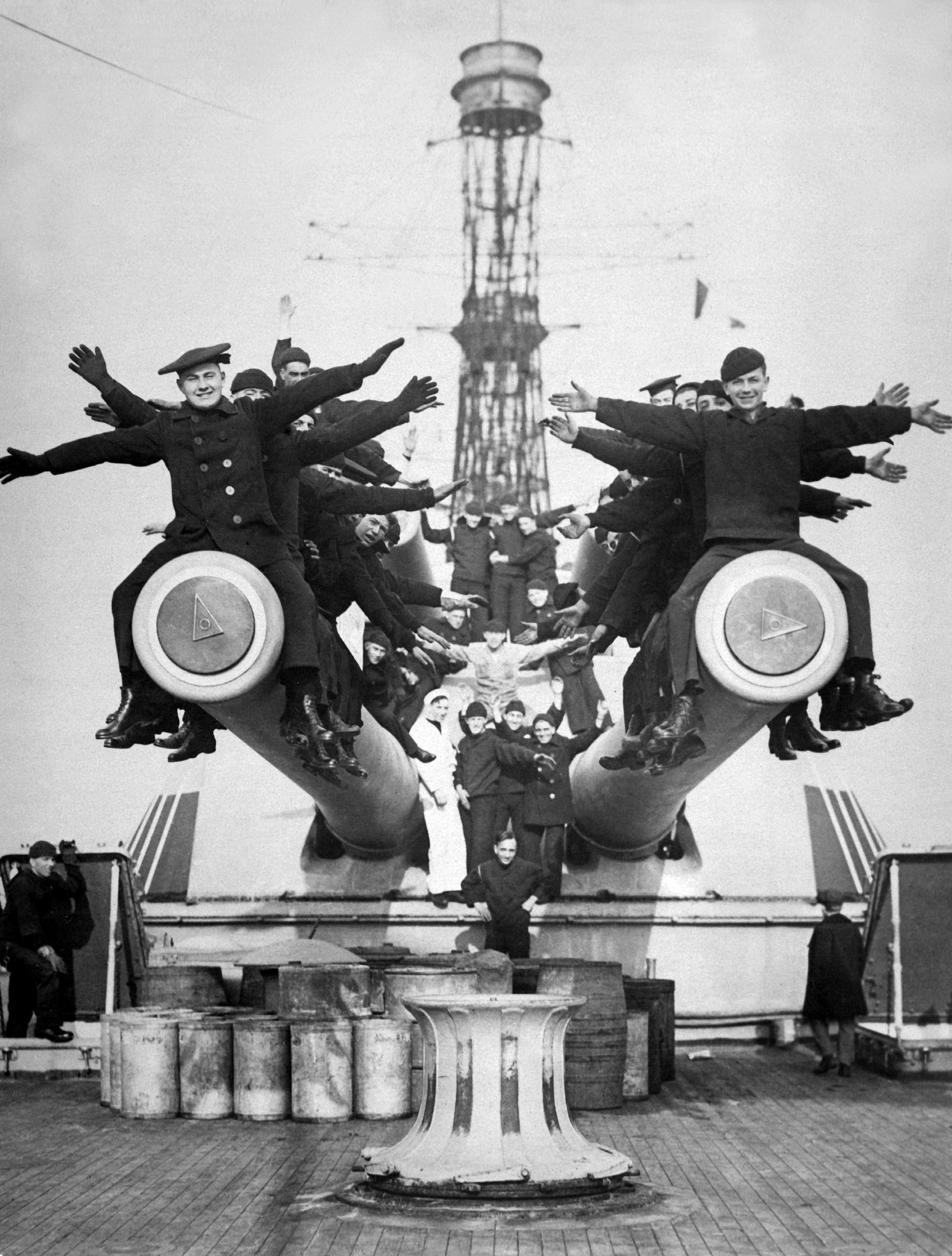
Członkowie załogi pancernika pozujący do zdjęcia na lufach dział 14-calowych, 1918

Według stanu na 1914 rok długość całkowita pancernika wynosiła 174,65 m (na konstrukcyjnej linii wodnej 172,3 m), szerokość maksymalna 29,03 m, wyporność konstrukcyjna 27 000 długich ton (ts), pełna 28 400 ts. Zanurzenie w zależności od wyporności wahało się pomiędzy 8,50 a 9,06 m. Siłownia została skonstruowana na podstawie powiększonego projektu siłowni zainstalowanej na wcześniejszym pancerniku „Delaware”. Napęd stanowiły dwie pionowe, czterocylindrowe maszyny parowe potrójnego rozprężania o łącznej mocy 28 100 ihp, poruszające trójłopatowe śruby. Maszyny zasilane były w parę przez 14 kotłów Babcock & Wilcox rozmieszczonych w czterech pomieszczeniach kotłowni, opalanych węglem, z zainstalowanymi wtryskiwaczami mazutu. Projektowana prędkość maksymalna wynosiła 21 węzłów, zapas 3000 ts węgla zapewniał zasięg 9600 mil morskich przy prędkości ekonomicznej 10 węzłów.
Głównym uzbrojeniem artyleryjskim było 10 dział kal. 356 mm L/45 Mk 1 (później w wersjach Mk 8 i Mk 12), w pięciu dwudziałowych wieżach artyleryjskich, rozmieszczonych po dwie na dziobie i rufie, w superpozycji, z piątą wieżą na śródokręciu. Od chwili wejścia do służby, do stycznia 1915 roku (zakończenie budowy brytyjskiego pancernika „Queen Elizabeth”), obie jednostki typu New York były pancernikami uzbrojonymi w najpotężniejsze działa na świecie. Każde z dział miało długość lufy 45 kalibrów, masę do 62,6 ts i w modyfikacji Mk 12 wystrzeliwało pocisk przeciwpancerny o wadze 680 kg na odległość 21 km przy kącie podniesienia 15° i prędkości początkowej 792 m/s. Masa obrotowa wieży artyleryjskiej (bez amunicji) wynosiła 532 ts, maksymalna prędkość obrotu 100° na minutę, podniesienia 4° na sekundę. Pierwotna artyleria średniego kalibru, przeznaczona do zwalczania niszczycieli i torpedowców przeciwnika, składała się z 21 dział Mk 8 kal. 127 mm, na podstawach Mk 13, nominalnej długości lufy 51 kalibrów (faktycznie około 50,6 kalibra), z których 18 zostało umieszczonych w kazamatach pokładu bateryjnego, po dziewięć na burtę, dwa na pokładzie po bokach nadbudówki dziobowej oraz ostatnie na pokładzie rufówki. W toku eksploatacji ich liczba ulegała sukcesywnemu zmniejszeniu, pod koniec służby pozostawiono jedynie sześć takich dział. Na „Texasie” zainstalowano cztery podwodne wyrzutnie torpedowe kalibru 533 mm, co różniło obydwa pancerniki typu New York od pozostałych amerykańskich pancerników tego okresu, mających po dwie wyrzutnie torpedowe.
Opancerzenie okrętu było zaprojektowane według typowego dla owych czasów projektu, jako nieznaczne rozwinięcie schematu opancerzenia wcześniejszego typu Wyoming. Wykonały je trzy firmy: Carnegie Steel, Bethlehem Steel oraz Midvale Steel. Burty na linii wodnej chronione były pasem pancernym maksymalnej grubości 305 mm (12 cali), kazamaty artylerii średniego kalibru pancerzem grubości do 280 mm (11 cali), pokład pancerny miał grubość do 102 mm (4 cale). Cytadela pancerna, chroniąca najważniejsze mechanizmy pancernika, tworzona przez pas burtowy oraz pokład, zamknięta była z przodu i z tyłu grodziami grubości od 229 do 280 mm (9 do 11 cali). Wieże artylerii głównej miały pancerz czołowy grubości równej kalibrowi armat: 356 mm (14 cali), boczny 229 mm, tylny 203 mm (8 cali), zaś górny 146 mm (5,75 cala), barbety miały grubość do 305 mm. Na obu pancernikach typu Texas, jako jedynych w US Navy, przechowywano pociski głównego kalibru w odwróconej pozycji (czubem w dół) w żeliwnych pojemnikach. Pancerna wieża dowodzenia, umieszczona w dolnej partii nadbudówki dziobowej, była chroniona pancerzem maksymalnej grubości 305 mm. Całość płyt pancernych wykonana była ze stali utwardzanej powierzchniowo. Bierna ochrona podwodnej części kadłuba opierała się na podwójnym dnie rozciągającym się od stępki po pokład pancerny, umieszczonych wewnątrz wzdłużnych grodzi przeciwtorpedowych oraz wykorzystanych jako dodatkowe zabezpieczenie rejonu urządzeń napędowych bunkrów węglowych.
W trakcie swej długiej służby „Texas” przechodził różnorodne modernizacje konstrukcji i uzbrojenia. W 1916 roku, jako pierwszy amerykański pancernik, otrzymał uzbrojenie przeciwlotnicze: dwa działa Mk 10 kal. 76 mm (3 cale) na pojedynczych podstawach ustawionych na szczycie pylonów dźwigów okrętowych. Ich liczba już w następnym roku wzrosła do ośmiu sztuk. Jednocześnie zdemontowano pięć dział kal. 127 mm, wszystkie trzy z otwartego pokładu oraz dwa pierwsze, licząc od dziobu, z kazamat, pozostawiając ich jedynie 16. W tym samym czasie, również jako pierwszy okręt liniowy US Navy, został wyposażony w centralny system kierowania ogniem artylerii głównego kalibru. Jeden z dalmierzy, ustawiony na dachu podwyższonego mostku nawigacyjnego w nadbudówce dziobowej, stał się wówczas znakiem charakterystycznym pancernika, odróżniającym go od bliźniaczego „New York”. Pod koniec I wojny światowej na dachach dwóch wież artyleryjskich będących w superpozycji zainstalowano platformy startowe dla samolotów myśliwskich Sopwith Camel. Istniały one do 1925 roku, przenosząc oprócz Cameli także samoloty Nieuport 28 oraz Hanriot HD.2.
W latach 1925–1927 obydwa okręty typu New York przeszły gruntowną modernizację, której założenia oparto na doświadczeniach działań I wojny światowej. W jej trakcie usunięto charakterystyczne dla amerykańskich pancerników maszty kratownicowe, zastępując je trójnożnymi. Na szczycie przedniego masztu umieszczono obszerne pomieszczenie, mieszczące centralę kierowania ogniem, na wzór brytyjski. Dotychczasowe kotły opalane węglem wymieniono na sześć kotłów typu Bureau Express na paliwo płynne, którego zapas wynosił odtąd 5200 ts, dając zasięg maksymalny 15 400 mil morskich przy 10 węzłach. Część dział kal. 127 mm przeniesiono do pomieszczenia pokład wyżej, z uwagi na zalewanie ich dotychczasowych stanowisk przez fale. Zainstalowano katapultę na wieży artyleryjskiej na śródokręciu. Poprawiono ochronę przeciwtorpedową, zabudowując na burtach zewnętrzne bąble przeciwtorpedowe, mające pochłaniać i rozpraszać energię podwodnych wybuchów. W rezultacie szerokość kadłuba wzrosła do 32,33 m, wyporność standardowa przekroczyła 30 000 ts, nieznacznie wzrosło zanurzenie oraz zmalała prędkość maksymalna.
W późniejszych latach „Texas” był wyposażany w coraz to nowsze wzory uzbrojenia, głównie przeciwlotniczego, oraz wyposażenia. Armaty przeciwlotnicze kal. 76 mm zostały wymienione na nowsze Mk 21 i ich liczba wzrosła do dziesięciu, a na pokładzie pojawiło się małokalibrowe uzbrojenie przeciwlotnicze. W grudniu 1938 roku otrzymał wyposażenie radarowe: pracujący w zakresie UHF (80 cm, 400 MHz) eksperymentalny radar CXZ zbudowany przez komercyjną firmę Radio Corporation of America (RCA). W 1940 roku „Texas” był wśród zaledwie czternastu jednostek, które otrzymały wczesny radar dozoru powietrznego typu CXAM-1. W późniejszych latach okręt był wyposażany w nowocześniejsze systemy artyleryjskie, kierowania ogniem i radary. Wiązało się to także ze wzrostem liczebności załogi, dla której należało znaleźć nowe pomieszczenia bytowe. W 1944 roku przeorganizowano system wydawania posiłków i unowocześniono urządzenia kuchni okrętowej. Wszystko to spowodowało, że w 1945 roku wyporność pełna pancernika przekroczyła 34 000 ts, a jego prędkość maksymalna spadła do 18 węzłów.
Zmiany uzbrojenia pancernika w czasie przedstawia poniższa tabela (stan na koniec poszczególnych lat):
| Rok                               | 1914 | 1917 | 1927 | 1941 | 1942 | 1943 | 1944 | 1945 |
| Działa kal. 356 mm                | 10   | 10   | 10   | 10   | 10   | 10   | 10   | 10   |
| Działa kal. 127 mm                | 21   | 16   | 16   | 6    | 6    | 6    | 6    | 6    |
| Działa plot. kal. 76 mm           | -    | 8    | 8    | 10   | 10   | 10   | 10   | 10   |
| Działa plot. Bofors kal. 40 mm    | -    | -    | -    | -    | -    | -    | 40   | 40   |
| Działka 27,9 mm /75               | -    | -    | -    | 16   | 32   | 32   | -    | -    |
| Działa plot. Oerlikon kal. 20 mm  | -    | -    | -    | 16   | 38   | 38   | 44   | 44   |
| Wkm-y plot. Browning kal. 12,7 mm | -    | -    | -    | 8    | -    | -    | -    | -    |
| Wyrzutnie torped kal. 533 mm      | 4    | 4    | -    | -    | -    | -    | -    | -    |

Po modernizacji lat 1925–1927 na wyposażenie lotnicze okrętu wchodziły następujące typy samolotów: Vought FU-1 (do 1930 roku), Vought O3U (1931–1938), Curtiss SOC Seagull (1938–1941) oraz Vought OS2U Kingfisher (1941–1945, z przerwą na czas wsparcia ogniowego desantu w Normandii).

## Lata 1914–1917

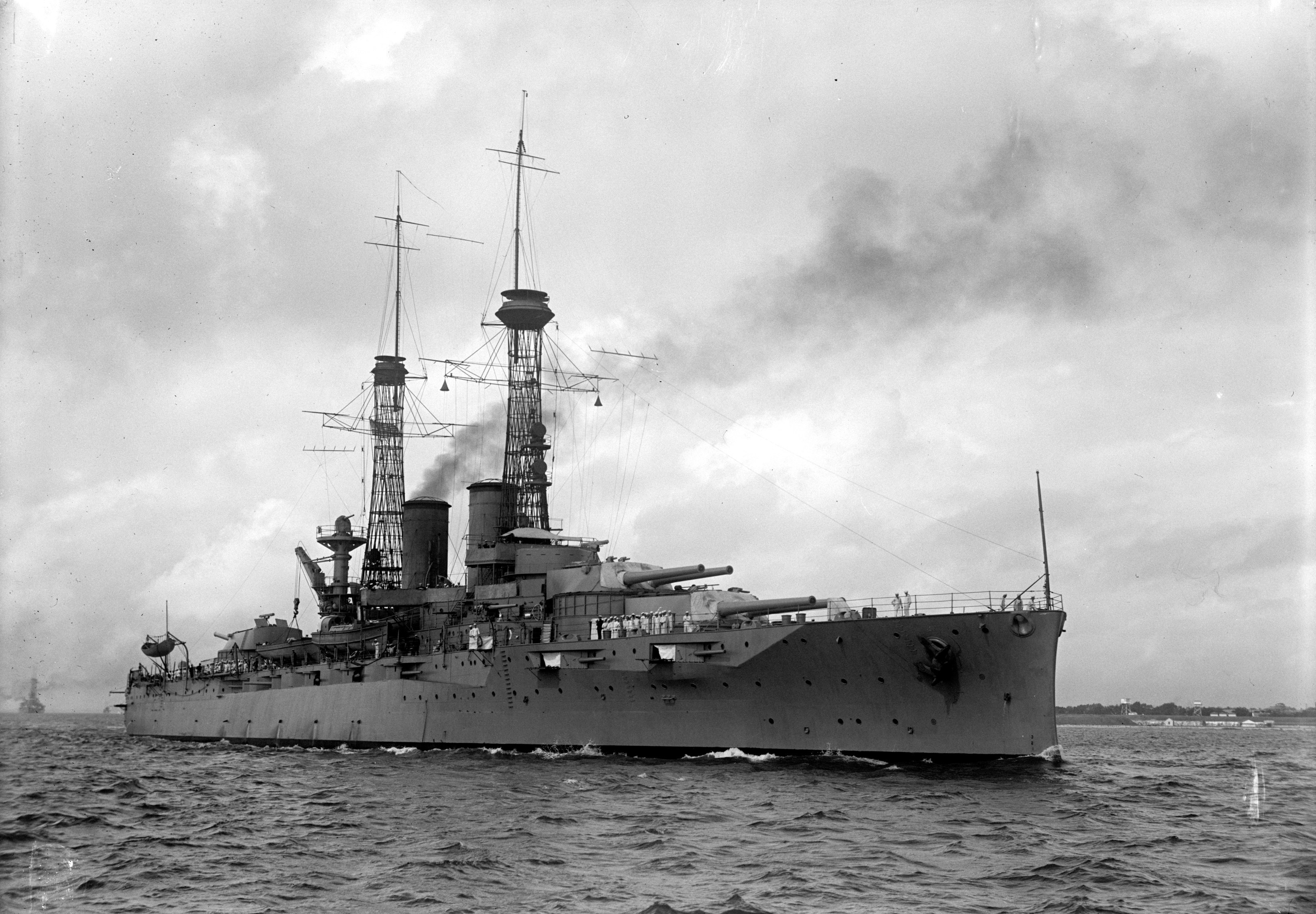
„Texas” około roku 1916

24 marca 1914 „Texas” opuścił stocznię Norfolk Naval Shipyard i wyruszył w kierunku Nowego Jorku. 26 marca zatrzymał się na nocny postój w Tompkinsville i następnego dnia wpłynął do New York Navy Yard. Tam spędził trzy tygodnie, w czasie których instalowano mu elementy systemu prowadzenia ognia.
Przygotowania do tradycyjnego pierwszego rejsu okrętu zostały przerwane po incydencie 9 kwietnia 1914 roku, gdy meksykańscy żołnierze starli się z amerykańskimi marynarzami z kanonierki „Dolphin” w miejscowości Tampico. Problem został szybko rozwiązany na szczeblu lokalnym, ale dowodzący flotą amerykańską w regionie kontradmirał Henry T. Mayo zażądał oficjalnych przeprosin ze strony rządu Victoriano Huerty i uhonorowania bandery amerykańskiej 21-działowym salutem. Decyzją prezydenta Woodrowa Wilsona, grupa okrętów ze składu Floty Atlantyckiej została skierowana na wody meksykańskie, celem wywarcia nacisku na rząd meksykański. 20 kwietnia Wilson przedstawił problem na posiedzeniu Kongresu i wysłał rozkazy dla kontradmirała Franka Fridaya Fletchera, dowodzącego Flotą Atlantycką i podległymi jej amerykańskimi siłami morskimi znajdującymi się w pobliżu meksykańskiego wybrzeża, nakazując mu wykonać lądowanie w Veracruz i zajęcie komory celnej w odpowiedzi na incydent w Tampico. Ta akcja została przeprowadzona 21 i 22 kwietnia. „Texas” wyszedł w morze 13 maja i po pięciodniowym postoju w Hampton Roads pomiędzy 14 i 19 maja, dołączył 26 maja do sił kontradmirała Fletchera w pobliżu Veracruz. Pozostał na wodach meksykańskich przez najbliższe dwa miesiące, wspierając siły amerykańskie okupujące miasto. 8 sierpnia okręt wypłynął z Veracruz i popłynął do zatoki Nipe na Kubie, a stamtąd wypłynął w kierunku Nowego Jorku. Na przegląd w New York Navy Yard wszedł 21 sierpnia.
Pozostawał tam do 6 września, a następnie dołączył do Floty Atlantyckiej. W październiku ponownie znalazł się na wodach meksykańskich, stacjonując w Tampico i Tuxpan, gdzie do listopada pełnił funkcję głównego okrętu-bazy. Następnie przepłynął na krótko do Galveston w Teksasie. Tam 7 listopada gubernator stanu Teksas Oscar Colquitt sprezentował komandorowi Grantowi srebrną zastawę stołową dla okrętu o wartości 10 000 dolarów, a The Texas Company podarowała załodze pancernika żywą maskotkę: niedźwiadka o imieniu Ursa. Pod koniec roku okręt ostatecznie opuścił wybrzeża Meksyku i powrócił do Nowego Jorku, podejmując normalną służbę w rejonie wschodniego wybrzeża Stanów Zjednoczonych. Pomiędzy 28 grudnia 1914 roku a 16 lutego roku następnego pancernik przebywał ponownie na krótkim remoncie i przeglądzie mechanizmów w New York Navy Yard.
25 maja 1915 roku „Texas” wraz z pancernikami „South Carolina”, „Louisiana” i „Michigan” uczestniczyły w akcji ratowniczej 230 ludzi z uszkodzonego statku pasażerskiego „Ryndam”, należącego do Holland America Line, który został staranowany przez norweski parowiec „Joseph J. Cueno” przewożący owoce. W podzięce załoga pancernika otrzymała od Holendrów model liniowca „De Zeven Provinciën”, niegdyś okrętu flagowego admirała de Ruytera, który jest eksponowany w pomieszczeniach muzealnych zachowanego pancernika.
Pomimo toczącej się w Europie wojny, normalną służbą pancernika w tym okresie były patrole wzdłuż wybrzeża Nowej Anglii, ćwiczenia artyleryjskie w rejonie Hampton Roads i w pobliżu Virginia Capes oraz letnie manewry floty na Morzu Karaibskim. Okręt bazował wówczas w ujściu rzeki York w pobliżu Yorktown w Wirginii.

## I wojna światowa

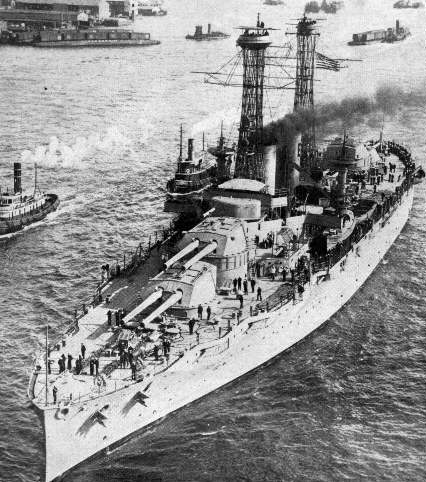
„Texas” w czasie I wojny światowej

Rutynowa służba pancernika trwała do momentu, gdy przeciągający się na początku 1917 roku kryzys związany z podjęciem przez Niemcy nieograniczonej wojny podwodnej spowodował 6 kwietnia przystąpienie Stanów Zjednoczonych do I wojny światowej po stronie państw ententy. Ogłoszenie deklaracji o przystąpieniu Stanów Zjednoczonych do wojny zastało „Texas” na kotwicy u ujścia rzeki York, wraz z innymi pancernikami Floty Atlantyckiej. Przez letnie miesiące, do połowy sierpnia, pancernik pozostawał w rejonie Virginia Capes i Hampton Roads. Na jego pokładzie odbywały się szkolenia artylerzystów, którzy mieli obsadzić działa na uzbrajanych statkach handlowych i transportowcach wojska. Jeden z nich, skierowany na statek „Mongolia”, wziął udział w pierwszym w tej wojnie morskim starciu amerykańsko-niemieckim, gdy 19 kwietnia 1917 roku obsługa 6-calowego (kal. 152 mm) działa ze statku ostrzelała zauważonego na powierzchni oceanu U-Boota.
W połowie sierpnia „Texas” został skierowany do Nowego Jorku na remont, dotarł tam 19 tego miesiąca i wkrótce został zadokowany w New York Navy Yard. Po zakończeniu remontu 26 września, tego samego dnia przeszedł do Port Jefferson. Nad ranem 27 września okręt, dowodzony wówczas przez komandora Victora Blue, wszedł na mieliznę w pobliżu Block Island. Trzydniowe próby odciążenia jednostki nie dały rezultatu, ostatecznie okręt został 30 września ściągnięty na głębszą wodę przez holowniki. Poważne uszkodzenia dna kadłuba wymagały kolejnego remontu, a przeciągające się prace stoczniowe spowodowały odwołanie go ze składu 9. Dywizjonu Pancerników (Battleship Division 9), odpływającego w listopadzie, pod komendą kontradmirała Hugh Rodmana na bliźniaczym „New York”, na wody europejskie. Remont zakończył się w grudniu, po czym „Texas” udał się na południe, by wziąć udział w ćwiczeniach taktycznych na Zatoce Chesapeake.
W połowie stycznia 1918 roku pancernik znowu znalazł się w Nowym Jorku i był przygotowywany do podróży przez Atlantyk. „Texas” wypłynął z Nowego Jorku 30 stycznia 1918 roku i dotarł do Scapa Flow na Orkadach 11 lutego. Tam dołączył do amerykańskiego 9. Dywizjonu, przemianowanego następnie na 6. Eskadrę Pancerników (6th Battle Squadron) Grand Fleet. Na służbę pancernika pod komendą admirała Davida Beatty’ego składały się głównie misje konwojowe na Oceanie Atlantyckim i okazjonalny udział w utrzymywaniu blokady morskiej Morza Północnego i niemieckiej Hochseeflotte stacjonującej w Wilhelmshaven. Bazował on w Scapa Flow oraz zatoce Firth of Forth w Szkocji. 16 lutego „Texas” dołączył do zespołu Grand Fleet, mającego dołączyć do patrolującej Morze Północne 4. Eskadry Pancerników, po czym powrócił do Scapa Flow następnego dnia. W marcu i kwietniu wychodził wraz z innymi amerykańskimi pancernikami na operacje eskorty konwojów. 24 kwietnia amerykańska eskadra została wysłana na Morze Północne, by wraz z brytyjską 2. Eskadrą Pancerników przechwycić okręty Hochseeflotte, które, jak doniósł wywiad, opuściły ujście Jade i zagrażały alianckim liniom transportowym wzdłuż wybrzeża Norwegii. Następnego dnia lekkie okręty rozpoznawcze, płynące w awangardzie, dostrzegły Niemców, ale ze względu na zbyt wielką odległość pomiędzy siłami głównymi przeciwników do starcia nie doszło. Grand Fleet, a wraz z nią „Texas”, powróciła do baz 26 kwietnia.
Maj 1918 roku spędziły okręty 6. Eskadry w Firth of Forth, 9 czerwca udały się z powrotem na kotwicowisko w Scapa Flow, docierając tam następnego dnia. Pomiędzy 30 czerwca a 2 lipca „Texas” i inne amerykańskie pancerniki osłaniały własne stawiacze min, kładące zaporę minową na wodach Morza Północnego. Nazwana North Sea Mine Barrage, miała w założeniu zamknąć ten akwen dla prób przedarcia się U-Bootów na Ocean Atlantycki. Także w lipcu odbyły się wspólne z Grand Fleet, dwudniowe ćwiczenia taktyczne. Na ich zakończenie flota zawinęła do Firth of Forth. Przez pozostały okres I wojny światowej „Texas” i inne pancerniki 9. Dywizjonu operowały w składzie Grand Fleet jako 6. Eskadra. Gdy niemiecka flota większość czasu spędzała na swych kotwicowiskach w estuariach rzek Jade i Ems, amerykańskie i brytyjskie okręty coraz więcej czasu poświęcały rutynowym ćwiczeniom i operacjom, a coraz mniej bądź wcale – działaniom bojowym. Taki stan trwał do zawieszenia broni 11 listopada 1918 roku. W całej kampanii „Texas” miał jedną okazję do konfrontacji z przeciwnikiem, gdy wymanewrował torpedę, której ślad zauważyli obserwatorzy na pokładzie oraz bezskutecznie ostrzelał w odpowiedzi domniemane miejsce przebywania zanurzonego U-Boota.
Doświadczenia z okresu działań na burzliwych wodach Morza Północnego doprowadziły do wniosku, że amerykańskie pancerniki, nawet te stosunkowo nowocześniejsze, jak „Texas” i „New York”, nie są odpowiednio przystosowane do służby w trudnych warunkach pogodowych. Kazamaty dział średniego kalibru były zbyt często zalewane przez fale, nawet przy relatywnie spokojnym morzu, co czyniło je niezdatnymi do użytku. Także otwarty pomost nawigacyjny powodował służbę na nim uciążliwą i trudną. Brytyjczycy, porównujący wyposażenie własnych i sojuszniczych jednostek, dodatkowo zwrócili uwagę na zbyt dużo zbędnego w warunkach wojennych wyposażenia amerykańskich okrętów, ułatwiającego życie członków załogi w warunkach pokojowych, ale stwarzającego zagrożenie dla żywotności pancernika w przypadku uszkodzeń bojowych. Chodziło im głównie o nadmierną liczbę przejść w grodziach wodoszczelnych, włazów, zejściówek i iluminatorów, ale także o zbyt delikatne maszty kratownicowe oraz łatwopalne materiały używane przy wykańczaniu wnętrz.
21 listopada 1918 roku amerykańska eskadra dołączyła do Grand Fleet, płynącej w szyku bojowym na spotkanie okrętów niemieckiej Hochseeflotte, które zgodnie z warunkami zawieszenia broni płynęły na internowanie w brytyjskich portach. Obie floty spotkały się około 40 mil na wschód od wyspy May a następnie wpłynęły do Firth of Forth. Po przeprowadzeniu kontroli stanu rozbrojenia, w dniach pomiędzy 25 a 27 listopada niemieckie okręty były przeprowadzane na kotwicowisko w Scapa Flow, gdzie zostały internowane i gdzie w następnym roku większość z nich została samozatopiona. Później amerykański kontyngent został przeniesiony do Portland Harbor w Anglii, gdzie dotarł 4 grudnia.

## Lata międzywojenne
Osiem dni później „Texas”, wraz z innymi amerykańskimi pancernikami, wyszedł w morze na spotkanie transportowca „George Washington”, na którego pokładzie przebywał prezydent Wilson, zmierzający na konferencję pokojową w Paryżu. Spotkanie nastąpiło około 7:30 następnego dnia i pancerniki zapewniły eskortę prezydenckiej jednostce w drodze do Brestu. Do portu okręty dotarły o 12:30 tego samego dnia. Wieczorem „Texas” i inne amerykańskie pancerniki wypłynęły z Brestu i wyruszyły w drogę powrotną do Portland Harbor. Po krótkim postoju odpłynęły do Stanów Zjednoczonych. Dotarły do latarni Ambrose 25 grudnia 1918, a do portu nowojorskiego weszły 26 grudnia. Tego samego dnia odbył się przegląd powracających jednostek, w obecności Sekretarza Marynarki Josephusa Danielsa, a następnie uroczysty przemarsz załóg ulicami Manhattanu.
Po krótkim pobycie w stoczni, na początku 1919 roku „Texas” podjął swoje obowiązki służbowe w składzie Floty Atlantyckiej. 9 marca tegoż roku z jego pokładu, jako pierwszego pancernika US Navy, wykonano udaną próbę startu samolotu: Lieutenant Commander (komandor podporucznik) Edward O. McDonnell wystartował brytyjskim Sopwithem Camelem z platformy startowej na wieży B. W maju 1919 roku okręt zabezpieczał przelot i służył jako pomoc nawigacyjna w czasie udanej próby przelotu przez Atlantyk łodzi latającej Curtiss NC-4 należącej do Marynarki. 14 lipca 1919 roku „Texas” został przeniesiony do Floty Pacyfiku. 17 lipca 1920 roku okrętowi został przydzielony symbol BB-35, w rezultacie wprowadzonego przez marynarkę wojenną alfanumerycznego systemu klasyfikacyjnego kadłubów jednostek pływających.

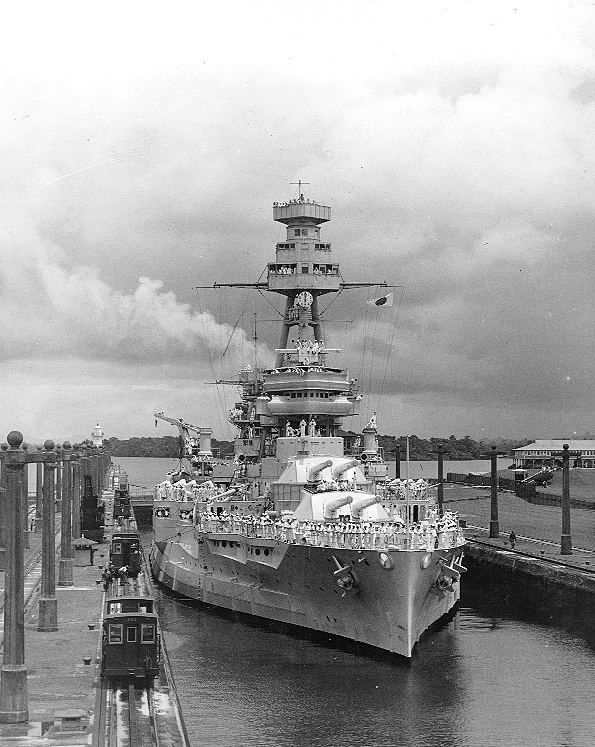
„Texas” w śluzie Gatun, w czasie przechodzenia przez Kanał Panamski w drodze na wschodnie wybrzeże USA, 21 czerwca 1937

„Texas” służył na Pacyfiku do 1924 roku, potem wrócił na wschodnie wybrzeże USA, przeszedł przegląd i wziął udział w rejsie szkoleniowym kadetów Akademii Morskiej na wody europejskie. 25 listopada 1924 roku, gdy operował na Atlantyku, zatopił wraz z pancernikiem „New York” w czasie ćwiczeń artyleryjskich okręt-cel – nieukończony pancernik „Washington” (było to wynikiem ustaleń traktatu waszyngtońskiego z 1922). Tej jesieni okręt brał udział w manewrach jako część Scouting Fleet, jak nazwano atlantycką część floty amerykańskiej po jej reorganizacji. W 1925 pancernik wszedł do stoczni Norfolk Naval Shipyard na znaczną modernizację połączoną z przeglądem.
Po przejściu tej przebudowy pancernikowi została przydzielona rola okrętu flagowego dowódcy United States Fleet, admirała Charlesa F. Hughesa. Pełnił służbę w pobliżu wschodniego wybrzeża Stanów Zjednoczonych do września 1927 roku. Pomiędzy końcem września i początkiem grudnia odbył podróż po Pacyfiku. W 1927 roku „Texas” stał się także pierwszym okrętem, na którym członkom załogi wyświetlono film dźwiękowy. Pod koniec roku pancernik powrócił na Atlantyk i wznowił normalną służbę w Scouting Fleet. W styczniu 1928 roku przewoził prezydenta Calvina Coolidge’a do Hawany na Kubie na konferencję panamerykańską. Później przeszedł przez Kanał Panamski i udał się na zachodnie wybrzeże, by odbyć manewry z flotą na wodach niedaleko Hawajów.
Pancernik wrócił do Nowego Jorku na początku 1929 roku na swój coroczny przegląd, zakończony w marcu, po czym na krótko został wysłany na Pacyfik. Wrócił na Ocean Atlantycki w czerwcu i podjął normalną służbę. W kwietniu 1930 roku okręt eskortował do Nowego Jorku statek „Leviathan”, na pokładzie którego znajdowała się delegacja amerykańska powracająca z Londyńskiej Konferencji Morskiej. W styczniu 1931 roku okręt wyszedł ze stoczni w Nowym Jorku i udał się przez Kanał Panamski do San Diego. Miasto to było jego portem macierzystym przez następne 6 lat. W tym czasie pancernik służył jako okręt flagowy najpierw całej floty, a następnie 1. Dywizjonu Pancerników (Battleship Division 1, skrót BatDiv 1). Odbywał także szereg rejsów zagranicznych, prezentując amerykańską banderę w portach różnych krajów oraz pełnił funkcję gospodarza podczas przyjmowania analogicznych wizyt w bazach amerykańskich.
Latem 1937 roku „Texas” został przeniesiony na Atlantyk jako okręt flagowy oddziału szkolnego (Training Detachment) marynarki. Pod koniec 1938 lub na początku 1939 roku pancernik stał się okrętem flagowym nowo zorganizowanej Eskadry Atlantyckiej (Atlantic Squadron), utworzonej na bazie 5. Dywizjonu Pancerników (BatDiv 5). W tym czasie otrzymał eksperymentalny radar CXZ wyprodukowany przez Radio Corporation of America (RCA), dla porównania z innym prototypem, XAF, zainstalowanym na bliźniaczym „New Yorku”. Próby wypadły na korzyść konkurenta, zaprojektowanego i wykonanego przez Naval Research Laboratory, chociaż w swej ocenie przydatności CXZ dowódca „Texasa” potwierdzał konieczność dalszego wspierania badań nad rozwojem nowej techniki prowadzonych przez komercyjne przedsiębiorstwo, jakim była RCA.

## II wojna światowa

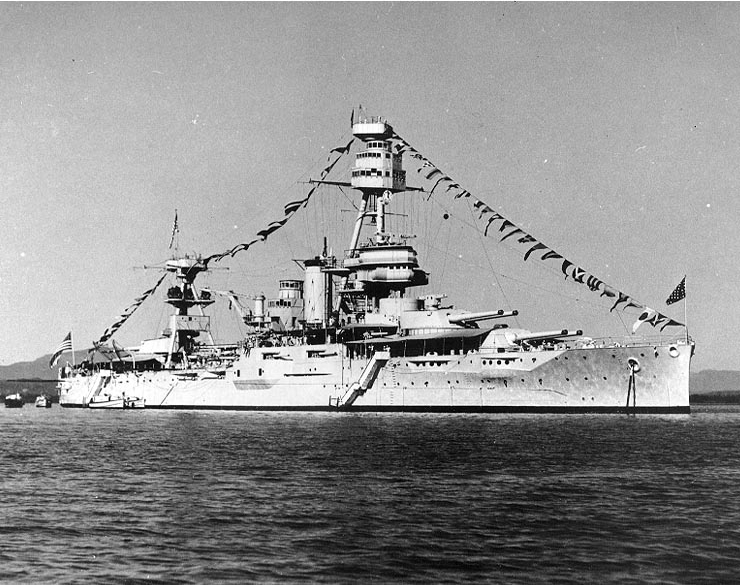
„Texas” w 1940 roku

Wkrótce po wybuchu wojny w Europie we wrześniu 1939 roku, „Texas” został przydzielony do Patroli Neutralności, powołanych decyzją prezydenta Franklina D. Roosevelta dla ochrony żeglugi amerykańskiej i innych państw neutralnych na zachodniej półkuli. Później, gdy Stany Zjednoczone coraz silniej opowiadały się po stronie aliantów, pancernik rozpoczął konwojowanie statków przewożących towary przekazywane Brytyjczykom na podstawie umowy Lend-Lease. 1 lutego 1941 roku na pokładzie pancernika, kotwiczącego w bazie Guantanamo, odbyła się ceremonia formalnego utworzenia 1. Dywizji Marines. 20 czerwca 1941 roku, na zachód od Grenlandii, okręt został wykryty przez patrolujący niemiecki okręt podwodny U-203, którego dowódca zdecydował się na atak, jednak wobec dużej prędkości zygzakującego pancernika nie zdołał zająć odpowiedniej pozycji do wystrzelenia torped.
W dniu ataku na Pearl Harbor, 7 grudnia 1941 roku, „Texas” stacjonował w zatoce Casco w stanie Maine, gdzie jego załoga odpoczywała po trzymiesięcznym okresie patroli wykonywanych z bazy Argentia na Nowej Fundlandii. Po dziesięciu dniach w Casco Bay wrócił do nowofundlandzkiej bazy i pozostawał tam do późnego stycznia 1942 roku, gdy rozpoczął służbę konwojową na Atlantyku. Później został skierowany na patrole przeciwko niemieckim rajderom na wody wokół Islandii, bazując w Hvalfjörður, by w marcu powrócić do Stanów Zjednoczonych i obowiązków eskortowych. W tym okresie artyleria średniego kalibru została zmniejszona do sześciu dział kal. 127 mm. Przez następne sześć miesięcy kontynuował służbę eskortową, towarzysząc konwojom zmierzającym w różnych kierunkach: w większości na trasie z Ameryki do portów brytyjskich, ale również odprowadził do Panamy transportowce z żołnierzami piechoty morskiej wysyłanymi na Guadalcanal oraz osłaniał konwój zmierzający do Freetown na zachodnim wybrzeżu Afryki.

### Operacja Torch
W sierpniu 1942 roku zapadła decyzja o włączeniu pancernika do zespołu okrętów, mających uczestniczyć w operacji Torch – desancie w Afryce Północnej. W związku z tym okręt odbył niezbędne ćwiczenia i adaptacje. 23 października został włączony w skład Task Group (TG) 34.8, jako okręt flagowy kontradmirała Kelly’ego, który miał dowodzić Northern Attack Group w ataku na Al-Mahdiję i Port Lyautey. Pancernik dotarł w pobliże atakowanych plaż rankiem 8 listopada i rozpoczął przygotowania do inwazji. Z jego pokładu nadano pierwszą audycję generała Dwighta D. Eisenhowera „Voice of Freedom”, nakłaniającą Francuzów do niestawiania oporu aliantom lądującym w północnej Afryce. W tej fazie konfliktu teoria działań amfibijnych była w początkowym stadium rozwoju i wielu dowódców nie zdawało sobie sprawy z wartości bombardowania brzegu przed lądowaniem żołnierzy. Armia stawiała wtedy bardziej na element zaskoczenia. Artylerzyści pancernika weszli do boju przed południem, gdy lądujące oddziały zażądały zniszczenia składu amunicji ulokowanego w pobliżu Port Lyautey. Przez następny tydzień okręt pływał wzdłuż marokańskiego wybrzeża, udzielając w ramach podobnych misji wsparcia artyleryjskiego. Z tego powodu, w przeciwieństwie do późniejszych operacji, w których uczestniczył, wystrzelono jedynie 273 pociski z dział 356 mm i sześć pocisków kal. 127 mm.
„Texas” kilkakrotnie wchodził w kontakt z broniącymi się wojskami wiernymi Vichy. 10 listopada udaremnił dotarcie do lądu konwoju z francuskimi posiłkami, następnego dnia załoga jednego z katapultowanych z jego pokładu wodnosamolotów obserwacyjnych ostrzelała pod Port Lyautey oddziały przeciwnika przygotowujące się do kontrataku i zaatakowała czołg, zrzucając nań, z braku innej broni, bombę głębinową z natychmiastowym zapalnikiem. Część marynarzy została wysłana na ląd, aby pomóc w rozładunku nadsyłanego zaopatrzenia. Uczestniczyli oni również w podnoszeniu z dna portu zatopionych po francuskim ostrzale statków.
13 października z pokładu pancernika zszedł na ląd Walter Cronkite, rozpoczynając w ten sposób swą karierę korespondenta wojennego. 16 listopada pancernik opuścił północną Afrykę i udał się w kierunku Stanów Zjednoczonych w towarzystwie krążownika „Savannah”, lotniskowca eskortowego „Sangamon”, zaopatrzeniowca floty „Kennebec”, czterech transportowców i siedmiu niszczycieli. Do Norfolk zawinął 26 listopada i został poddany remontowi w tamtejszej stoczni marynarki.
W 1943 roku „Texas” pełnił tak jak poprzednio rolę okrętu eskorty konwojów, przerwaną w lutym krótkim pobytem w stoczni i ćwiczeniami w zatoce Casco. Bazując w Nowym Jorku, odbył kilka transatlantyckich podróży do Casablanki i Gibraltaru. Często też bywał w portach brytyjskich. Ta rutynowa służba trwała do 22 kwietnia 1944 roku, kiedy po zakończeniu osłaniania jednego z konwojów pancernik został w estuarium Clyde w Szkocji i rozpoczął szkolenie poprzedzające lądowanie w Normandii.

### Operacja Overlord

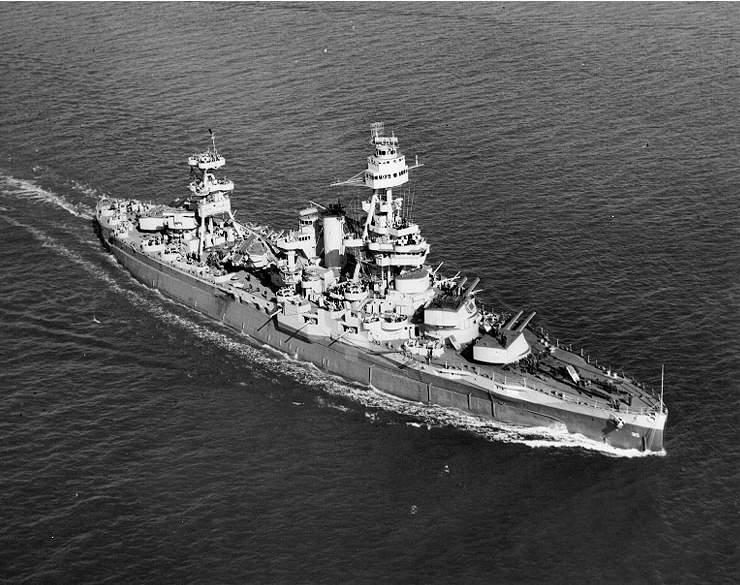
„Texas” w pobliżu Norfolk, 13 marca 1943

Przez następne dni „Texas” wraz z brytyjskimi pancernikami „Rodney” i „Ramillies” odbył szereg ćwiczeń artyleryjskich oraz we współpracy z lotnictwem, ze szczególnym naciskiem na ostrzał celów brzegowych oraz prawidłowe współdziałanie z amerykańskimi i brytyjskimi pilotami mającymi korygować ogień artyleryjski podczas inwazji. 29 kwietnia amerykańskie pancerniki „Texas”, „Nevada” i „Arkansas” zostały przebazowane do Belfast Lough w Północnej Irlandii. Tam przeprowadzono końcowe przygotowania, w ramach których między innymi na czas przebywania u brzegów europejskich usunięto z okrętu wyposażenie lotnicze. 17 pilotów z tych pancerników oraz trzech krążowników („Augusta”, „Tuscaloosa” i „Quincy”) utworzyło specjalną eskadrę samolotów artylerii VCS-7, wyposażoną w myśliwce Supermarine Spitfire, która miała współdziałać z ich macierzystymi okrętami podczas ostrzału celów podczas operacji Overlord. „Texas” otrzymał także dodatkowe wyposażenie elektroniczne, w tym urządzenie służące do wykrywania i zakłócania transmisji radiowych służących do naprowadzania rakiet, zainstalowane na topie przedniego masztu oraz system radionawigacyjny Loran. Ostatnie ćwiczenia zostały przeprowadzone na południu, w zatoce Dundrum. W ich trakcie, 19 maja, do załogi pancernika przemawiał na pokładzie generał Eisenhower.
W nadchodzącej operacji „Texas” miał pełnić rolę okrętu flagowego kontradmirała Carletona F. Bryanta, dowódcy TG 129.2. 31 maja na okręcie wprowadzono ciszę radiową, przerwano wydawanie przepustek, a później poinformowano załogę o nadchodzącej operacji. W nadchodzącej operacji „Texas” miał działać w zespole zachodnim (Western Taskforce), ostrzeliwującym plażę Omaha. Miał on wspierać amerykańskie 1. Dywizję Piechoty (znaną jako „Wielka Czerwona Jedynka” od odznaki na rękawie) i 29. Dywizję Piechoty, 2. batalion rangersów atakujący Pointe du Hoc i 5. batalion rangersów, który został przydzielony do zachodniej części Omaha, by wspierać żołnierzy na Pointe du Hoc. Siły bombardujące składały się z amerykańskich pancerników „Texas” i „Arkansas”, niszczycieli „Frankford”, „McCook”, „Carmick”, „Doyle”, „Emmons”, „Baldwin”, „Harding”, „Satterlee” i „Thompson”, brytyjskich lekkiego krążownika „Glasgow” oraz niszczycieli eskortowych „Tanatside”, „Talybont” i „Melbreak” a także francuskich lekkich krążowników „Georges Leygues” i „Montcalm”.
3 czerwca o godzinie 02:09 Western Taskforce, do którego był przydzielony „Texas”, wypłynął z Belfast Lough w kierunku Normandii. W zasięgu wzroku kursem równoległym płynęła grupa brytyjskich okrętów, w skład których wchodziły pancerniki „Warspite” i „Ramillies”. 4 czerwca o godzinie 07:10 zespół przeszedł na kontrkurs z powodu złej pogody w Normandii. Później tego wieczoru w pobliżu wyspy Lundy okręty ponownie zawróciły i udały się do miejsca gromadzenia się floty inwazyjnej zwanego Area Z. Po sformowaniu się w tej strefie flota inwazyjna popłynęła na południe w kierunku Normandii. Po drodze musiała minąć niemieckie pola minowe, jednak dzięki przetrałowanym przejściom żadna jednostka przydzielona do plaży Omaha nie ucierpiała.
Około godziny 3:00 nad ranem 6 czerwca 1944 roku „Texas” i „Glasgow” dotarły do wyznaczonego akwenu, z którego miały prowadzić ogień wspierający oddziały lądujące na zachodnim obszarze plaży Omaha, i znalazły się na swoich pozycjach strzeleckich w pobliżu Pointe du Hoc po godzinie 04:40. Towarzyszyła im kombinowana amerykańsko-brytyjska flota, składająca się z ponad 700 jednostek różnej wielkości i przeznaczenia. Zgodnie z planem, o 5:50 dowódca okrętu, komandor Charles A. Baker, wydał rozkaz otwarcia ognia. „Texas” znajdował się wówczas około 11 km od brzegu plaży Omaha. Pierwszymi celami dział pancernika były: umocniony punkt obserwacyjny i bateria na Pointe du Hoc. Przygotowanie artyleryjskie trwało nieco ponad pół godziny, powodując u Niemców znaczne, lecz nie decydujące o powodzeniu desantu straty; w jego trakcie artylerzyści okrętu wystrzelili 255 pocisków z dział głównego kalibru. Później jeszcze kilkakrotnie otwierali ogień na żądanie nacierających oddziałów, zarówno z najcięższych dział, jak i z baterii armat średniego kalibru. Około południa pancernik zbliżył się do plaży na mniej niż 3000 metrów, prowadząc ogień do broniących krańca plaży stanowisk artylerii i karabinów maszynowych. Następnie wziął na cel baterię przeciwlotniczą zlokalizowaną na zachód od miejscowości Vierville.
7 czerwca pancernik wspierał odizolowany od reszty sił inwazyjnych batalion rangersów na Pointe du Hoc. Na wiadomość, że kończy im się żywność i amunicja, dwie barki desantowe LCVP przewiozły żądane zapasy na brzeg, w drodze powrotnej zabierając na „Texas” 35 rannych żołnierzy oraz niemieckich jeńców, którzy po przesłuchaniu na pokładzie zostali następnie odesłani do Wielkiej Brytanii. Tego samego dnia artyleria okrętowa ostrzeliwała zajęte przez Niemców miejscowości Surrain i Trévières, by przeszkodzić niemieckim wojskom w koncentracji oraz baterię moździerzy, która ostrzeliwała plażę. Wkrótce po północy samoloty Luftwaffe zaatakowały alianckie okręty w pobliżu brzegu, jeden przeleciał nisko nad burtą pancernika. Artyleria przeciwlotnicza otworzyła ogień, ale nie uzyskała trafienia.
Rankiem 8 czerwca „Texas” ostrzeliwał Isigny, następnie nabrzeżną baterię dział, a w końcu ponownie Trévières. 9 czerwca odpłynął do Plymouth, by uzupełnić amunicję i zapasy, i powrócił w pobliże francuskiego wybrzeża dwa dni później. Do 15 czerwca wspierał armię w poszerzaniu przyczółków. Później żołnierze wyszli poza zasięg dział pancernika. Ostatnie cele były tak daleko w głębi lądu, że aby uzyskać dodatkowe 2° podniesienia dział w celu zwiększenia donośności, zalano prawoburtowe bąble przeciwtorpedowe. W ciągu 12 dni akcji artyleryjskiej armaty pancernika wystrzeliły łącznie 690 pocisków 14-calowych oraz 272 5-calowe. Okręt odpłynął do Wielkiej Brytanii 18 czerwca, a dowodzący siłami amfibijnymi na plaży Omaha kontradmirał John L. Hall Jr. określił działania załogi podczas prowadzenia wsparcia artyleryjskiego jako „nieocenione”.

### Bombardowanie Cherbourga

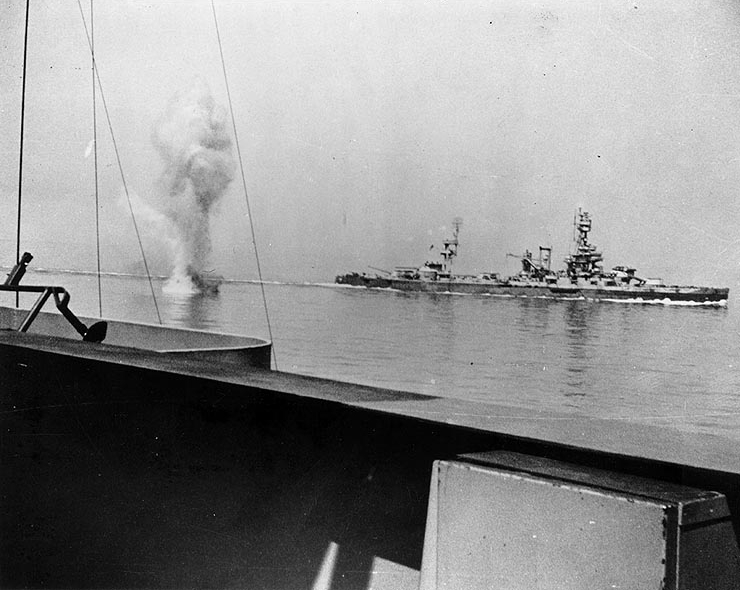
Pocisk niemieckiej ciężkiej artylerii nabrzeżnej spadł pomiędzy pancernikami „Texas” (w głębi) i „Arkansas” w czasie, gdy walczyły one z baterią Hamburg podczas bombardowania Cherbourga 25 czerwca 1944

Kolejną operacją, w której wziął udział „Texas”, była bitwa o Cherbourg. Rankiem 25 czerwca grupa okrętów wsparcia ogniowego TG 129, w skład której wchodziły trzy pancerniki, cztery krążowniki oraz jednostki osłony, wyszła z bazy w Plymouth, kierując się w stronę tego ważnego ze strategicznego punktu widzenia portu. Na „Texasie” ponownie podniósł swą flagę kontradmirał Bryant. Niemiecka obrona zamienionego w twierdzę miasta dysponowała ponad 40 000 żołnierzy oraz bateriami artylerii nadbrzeżnej, w tym z działami o kalibrze 280 mm. Jednym z najsilniejszych punktów ogniowych była bateria Hamburg, około 10 km na wschód od portu, składająca się z czterech dalekosiężnych dział kal. 240 mm (według części amerykańskich źródeł 280 mm), chronionych przez silną artylerię przeciwlotniczą. Amerykańskie okręty rozpoczęły ostrzał około południa, Niemcy wkrótce podjęli pojedynek artyleryjski. Już pierwsze salwy baterii Hamburg obramowały jeden z niszczycieli, zaś około 12:30 trzecia upadła w pobliżu dziobu „Texasa”. Jego dowódca nakazał natychmiast wykonanie zwrotu na prawą burtę, dzięki czemu czwarta salwa chybiła i upadła za rufą. Główny ciężar walki spoczywał na „Texasie”, jako że towarzyszący mu „Arkansas” posiadał działa kal. 305 mm i dysponował znacznie mniejszą siłą ognia.
Pod osłoną postawionej przez niszczyciele zasłony dymnej „Texas” zbliżył się do brzegu i kontynuował pojedynek z niemieckimi artylerzystami. O 13:16 celny pocisk kal. 240 mm trafił w wieżę dowodzenia, ześlizgnął się po pancerzu, uderzył w peryskop systemu kontroli ognia, po czym eksplodował na mostku, zabijając sternika i raniąc 11 ze znajdujących się tam osób. Dowódca okrętu został powalony siłą wybuchu, lecz szczęśliwie uniknął zranienia. Ponieważ mostek był zdemolowany, zastępca dowódcy podjął dowodzenie okrętem z pancernej wieży dowodzenia, podczas gdy komandor Baker kierował akcją ratowniczą. Okręt kontynuował pojedynek z niemieckimi bateriami. Około 65 pocisków obramowało pancernik lub upadło w pobliżu. Kilkanaście minut przed 15:00 kolejny pocisk, przeciwpancerny, spenetrował lewą burtę w rejonie kwater oficerskich, ale nie eksplodował. Wkrótce potem „Texas” otrzymał rozkaz powrotu do Plymouth, po wystrzeleniu w czasie trzygodzinnej akcji 208 pocisków kal. 356 mm. Amerykańskim okrętom udało się zniszczyć tylko jedno z czterech dział baterii Hamburg. Mimo to, ich działania zyskały wysoką ocenę dowódców, zarówno kontradmirała Bryanta, jak i dowódcy VII. Korpusu, generała majora J.L. Collinsa.
Przez cały okres działań pancernika u atlantyckich wybrzeży Francji na jego pokładzie był obecny korespondent czasopisma „Saturday Evening Post”, Cecil Carnes. Jego obszerny reportaż został opublikowany w lipcu 1944 roku.

### Operacja Dragoon
Po naprawie odniesionych uszkodzeń w stoczni w Plymouth, podczas których na pokład okrętu powróciły wodnosamoloty rozpoznawcze, załoga „Texasa” rozpoczęła przygotowania do udziału w kolejnej inwazji, w południowej Francji, znów jako okręt flagowy kontradmirała Bryanta. 15 czerwca pancernik opuścił Belfast Lough i przez Gibraltar i Oran udał się na Morze Śródziemne. Do Saint-Tropez dotarł nocą z 14 na 15 lipca. Rankiem, wraz z amerykańskimi: pancernikiem „Nevada” i krążownikiem „Philadelphia” oraz francuskimi krążownikami i niszczycielami, zajął pozycję naprzeciwko ufortyfikowanych plaż. Bombardowanie rozpoczęto o 6:51, pierwszym celem artylerzystów pancernika była bateria pięciu dział kal. 150 mm.
Przygotowanie artyleryjskie inwazji trwało około półtorej godziny. Wbrew przewidywaniom dowództwa, niemiecki opór był niewielki i lądujące oddziały szybko posuwały się w głąb lądu. Z tego powodu wsparcie ze strony okrętów było potrzebne jedynie przez dwa kolejne dni. „Texas” opuścił południowe wybrzeże Francji wieczorem 16 sierpnia. Po zatrzymaniu się w Palermo na Sycylii okręt opuścił Morze Śródziemne i udał się do Nowego Jorku, do którego dotarł 14 września 1944.

### Działania na Pacyfiku

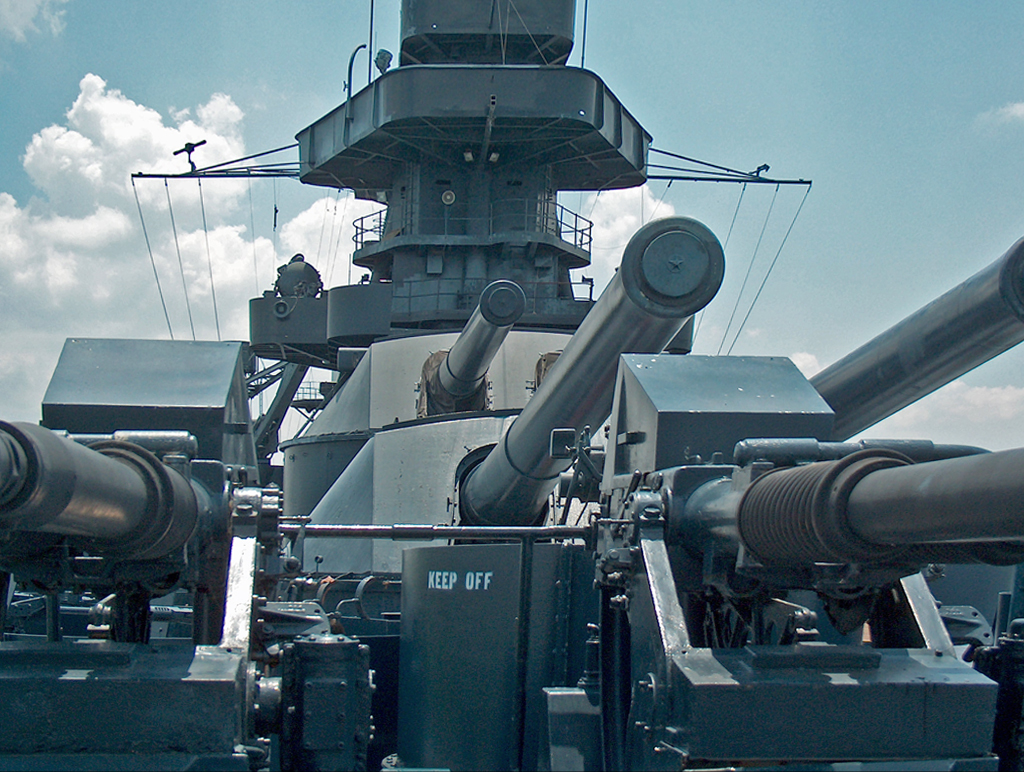
„Texas” w 2005. Widok na dziobowe wieże artyleryjskie i pomost nawigacyjny

W Nowym Jorku „Texas” trafił do suchego doku, gdzie przeszedł niezbędne naprawy i modernizację, przygotowującą go do działań na Pacyfiku. Między innymi wymieniono lufy dział artylerii głównej, dotychczasowe, sprawiające problemy w eksploatacji i uznawane za mało skuteczne działa przeciwlotnicze kal. 28 mm zastąpiono czterolufowymi zestawami dział Boforsa kal. 40 mm, zainstalowano nowocześniejsze wyposażenie elektroniczne i kierowania ogniem. Po krótkim rejsie mającym odświeżyć umiejętności załogi, pancernik opuścił Nowy Jork w listopadzie i w towarzystwie pancernika „Arkansas” oraz dwóch niszczycieli udał się przez Kanał Panamski na Pacyfik. Zatrzymał się jeszcze na pewien czas w Long Beach, a później kontynuował rejs do Pearl Harbor. Jego załoga spędziła tam święta Bożego Narodzenia, a później podjęła szkolenie w ramach manewrów przeprowadzanych w pobliżu Hawajów. Wtedy również pancernik otrzymał nowy kamuflaż, lepiej zapobiegający wykryciu go z powietrza, co było ważne wobec zagrożenia atakami kamikaze na jego przyszłych obszarach działania.
Ćwiczenia trwały około miesiąca, a po ich zakończeniu „Texas” odpłynął do atolu Ulithi. Opuścił go 10 lutego 1945 roku, zatrzymał się na Marianach na dwudniowe przygotowania przed inwazją, a następnie wszedł na kurs prowadzący w stronę wyspy Iwo Jima. Dotarł tam 16 lutego, trzy dni przed datą rozpoczęcia desantu. Włączony do TF 54, wraz z pięcioma innymi pancernikami, pięcioma krążownikami i szesnastoma niszczycielami natychmiast rozpoczął bombardowanie pozycji japońskich. Od 19 lutego, dnia lądowania piechoty morskiej na brzegu wyspy, wykonywał zadania bezpośredniego wsparcia artyleryjskiego. Pozostawał w pobliżu wyspy przez prawie dwa tygodnie, do 7 marca, biorąc udział w rozbijaniu dobrze przygotowanej i głęboko wkopanej obrony Japończyków. Jego artyleria wystrzeliła w tym czasie 923 pociski 14-calowe i 967 5-calowych.
Po zakończeniu działań w rejonie Iwo Jimy „Texas” powrócił do Ulithi, by przygotowywać się do udziału w operacji desantowej na Okinawie. W tym czasie jego załoga mogła odpocząć nieco od trudów wojny. Po niezbędnych naprawach i uzupełnieniu zapasów, okręt opuścił Ulithi 21 marca i wraz z pancernikiem „Tennessee” popłynął w kierunku wysp Riukiu. Jako część zespołu wsparcia ogniowego TF 54 dowodzonego przez kontradmirała Mortona L Deyo, od 26 marca „Texas” przez sześć kolejnych dni brał udział w przedinwazyjnym przygotowaniu artyleryjskim na Okinawie. Największym zagrożeniem dla amerykańskich jednostek były wówczas ataki kamikaze, „Texas” wyszedł jednak z nich bez uszkodzeń. 1 kwietnia, po sześciu dniach bombardowania wyspy z powietrza i morza, żołnierze piechoty zaatakowali Okinawę. Przez prawie dwa miesiące „Texas” pozostawał na wodach okalających Okinawę, zapewniając wsparcie artyleryjskie żołnierzom na brzegu i zwalczając ataki lotnictwa japońskiego. W tym czasie jego artyleria przeciwlotnicza zgłosiła samodzielne zestrzelenie jednego kamikaze i trzech kolejnych wraz z innymi jednostkami. Do zakończenia działań w tym rejonie z okrętu wystrzelono 2019 pocisków 14-calowych, 2640 5-calowych, 490 3-calowych, 3100 40-milimetrowych oraz 2275 20-milimetrowych.
14 maja „Texas” popłynął na Leyte na Filipinach i pozostawał tam do japońskiej kapitulacji 15 sierpnia. Wrócił na Okinawę pod koniec sierpnia i pozostawał w tym rejonie do 23 września. Tego dnia wypłynął do Stanów Zjednoczonych mając na pokładzie powracających do domu żołnierzy, zaokrętowanych w ramach operacji Magic Carpet. Pancernik dostarczył swych pasażerów do San Pedro 15 października i, zanim podjął ponownie rolę okrętu przewożącego amerykańskich żołnierzy, uczestniczył 27 października w obchodach Navy Day. W listopadzie odbył dwie podróże pomiędzy Kalifornią i Oʻahu, trzecią zaś pod koniec grudnia, kończąc w ten sposób swój udział w działaniach wojennych. Był pięciokrotnie (za wsparcie operacji Torch, Overlord, Dragoon oraz desantów na Iwo Jimie i Okinawie) wyróżniony odznaczeniami bojowymi (battle stars), a za wkład w wyzwolenie Francji również Legią Honorową.

## Okręt muzeum

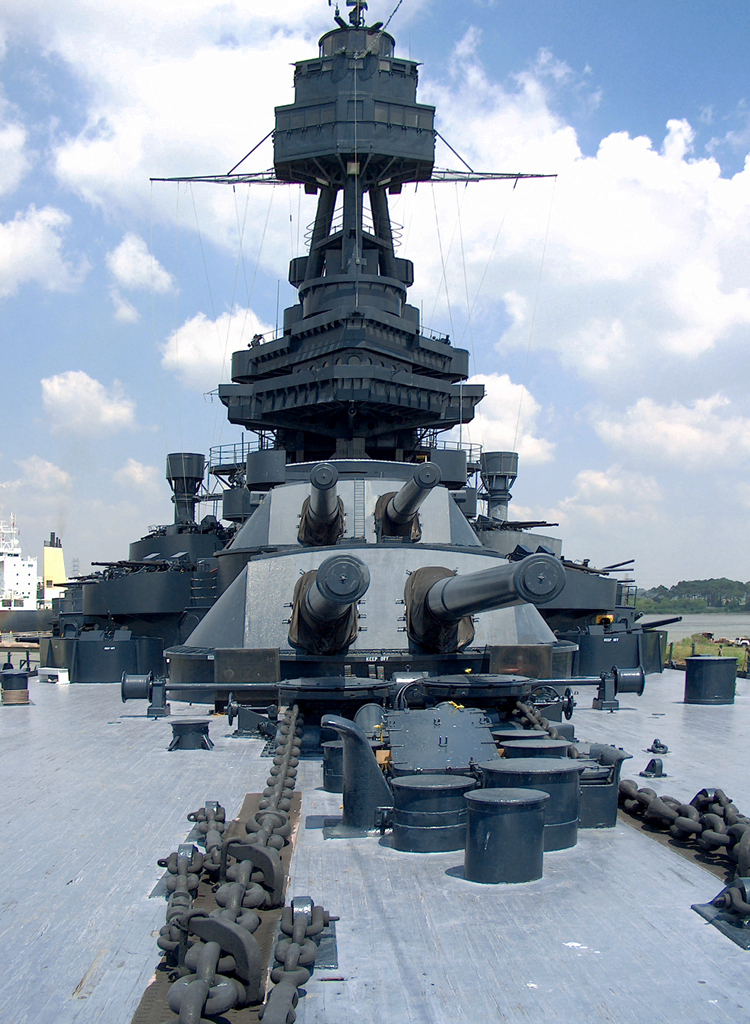
„Texas” sfotografowany w sierpniu 2005 w swoim leżu w San Jacinto Battleground, w pobliżu Houston

21 stycznia 1946 roku „Fighting T” (bo takie, obok „Old T”, miano zyskał sobie „Texas” wśród marynarzy) opuścił San Pedro i, płynąc przez Kanał Panamski, dotarł 13 lutego do Norfolk. Wkrótce na jego pokładzie rozpoczęły się przygotowania do dezaktywacji okrętu. 18 czerwca został wycofany ze służby i oficjalnie umieszczony w rezerwie w Baltimore. Jednocześnie prominentni teksańscy uczestnicy życia politycznego i gospodarczego, wspierani przez gubernatora, rozpoczęli kampanię na rzecz zachowania pancernika jako okrętu-muzeum. 17 kwietnia 1947 roku stanowa legislatura powołała Battleship Texas Commission, która miała koordynować działania w tym kierunku. Jej pierwszym zadaniem było uzgodnienie warunków przejęcia okrętu i zebranie sumy 225 000 dolarów potrzebnej do wykonania niezbędnych prac i przeholowania jednostki do Teksasu. 17 marca 1948 roku „Texas” wypłynął na holu z Baltimore, kierując się do swego nowego kotwicowiska w pobliżu San Jacinto Monument w San Jacinto State Park, w pobliżu Houston, gdzie dotarł 20 kwietnia. Następnego dnia, w rocznicę bitwy pod San Jacinto, która jest jednocześnie teksaskim Dniem Niepodległości, w trakcie specjalnej uroczystości z udziałem admirała Chestera W. Nimitza, okręt został oficjalnie przekazany władzom stanowym, jako pierwszy w Stanach Zjednoczonych pancernik-muzeum. Z rejestru okrętów US Navy został formalnie skreślony 30 kwietnia 1948 roku.
Pancernik stał się okrętem flagowym Texas Navy, zrzeszającej wolontariuszy organizacji, mającej na celu zachowanie i propagowanie tradycji morskich stanu samotnej gwiazdy. Udostępniono go zwiedzającym, tworząc na pokładzie niezbędną infrastrukturę i organizując kilka stałych ekspozycji poświęconych zagadnieniom amerykańskiej obecności na morzach. Opiekująca się okrętem przez kolejne 35 lat Battleship Texas Commission nie miała jednak żadnych doświadczeń w tym względzie, dysponowała również zbyt małym budżetem. Efektem był szereg zaniedbań, które doprowadziły do stopniowego niszczenia pancernika: nie naprawiane uszkodzenia blach poszycia, przecieki, odpadająca farba w pomieszczeniach wewnętrznych spowodowały korozję stali kadłuba. Do 1968 roku deski pokrywające pokład zewnętrzny były już tak popękane, że woda deszczowa przeciekała do pomieszczeń poniżej, co powodowało dalsze zniszczenia. Komisja stwierdziła, że odtworzenie deskowania pokładu będzie bardzo drogie i zdecydowała się na jego usunięcie i zastąpienie go betonem. Beton jednak popękał i woda deszczowa ponownie zaczęła przeciekać do pomieszczeń położonych pod pokładem, powodując dodatkowo jego wzmożoną korozję. Zdewastowane zostały pomieszczenia siłowni, zaś z pokładu zdjęto oryginalne stanowiska dział przeciwlotniczych. W 1971 trzy lokalne instytucje charytatywne: Brown Foundation, Moody Foundation i Houston Endowment zebrały razem 50 000 dolarów, które pozwoliły komisji na wypiaskowanie i odmalowanie kadłuba. W tym czasie w artykułach prasowych pojawiły się alarmujące informacje o złym stanie okrętu. W 1975 roku okręt został uznany przez American Society of Mechanical Engineers za National Historic Mechanical Engineering Landmark (Narodowy Historyczny Pomnik Inżynierii Mechanicznej), zaś rok później przez National Park Service za National Historic Landmark (Narodowy Pomnik Historyczny).
W 1983 roku „Texas” został przekazany pod opiekę agencji Texas Parks and Wildlife Department (TPWD), zajmującej się ochroną przyrody, budynków i innych obiektów uznanych za ważne z punktu widzenia dziedzictwa historycznego i kulturalnego stanu Teksas. W ten sposób został objęty formalną ochroną prawną. 31 sierpnia tegoż roku rozwiązano Battleship Texas Commission, zaś gubernator powołał Battleship Texas Advisory Board (Radę doradczą pancernika Texas), której zadaniem było pozyskiwanie niepublicznych środków przeznaczonych na utrzymanie i zachowanie okrętu. TWDP przeprowadziła badanie stanu technicznego okrętu, które potwierdziło jego degradację oraz konieczność zadokowania i przeprowadzenia rozległych napraw kadłuba. Po pięcioletniej kampanii zbiórki funduszy zgromadzono sumę 15 milionów dolarów, co pozwoliło na wejście pancernika do suchego doku i przeprowadzenie koniecznych napraw. 13 grudnia 1988 roku „Texas” został przeholowany do stoczni Todd Drydock & Shipyard w Galveston, gdzie przeprowadzono najbardziej palące naprawy. Podczas czternastomiesięcznego remontu usunięto zardzewiałe partie poszycia kadłuba i nadbudówek, osłabione elementy konstrukcji okrętu, skuto beton z pokładu, zastępując go deskowaniem z teczyny na wzór oryginalnego, odtworzono stanowiska artylerii przeciwlotniczej według stanu na koniec II wojny światowej. Wypiaskowano i pomalowano okręt zgodnie ze schematem kamuflażu Measure 21 noszonym przezeń na Pacyfiku. Łącznie wymieniono około 40% stali kadłuba i nadbudówek. 23 lutego 1990 roku „Texas” został przeholowany do Green's Bayou, gdzie rozpoczęto kolejny etap prac zakończony 26 lipca. Wtedy pancernik wrócił na swoje łoże w San Jacinto. 8 września, po zakończeniu prac został ponownie otwarty dla publiczności. Od momentu powrotu do stałego miejsca w San Jacinto członkowie załogi okrętu i ochotnicy odnawiają jego wewnętrzne pomieszczenia.

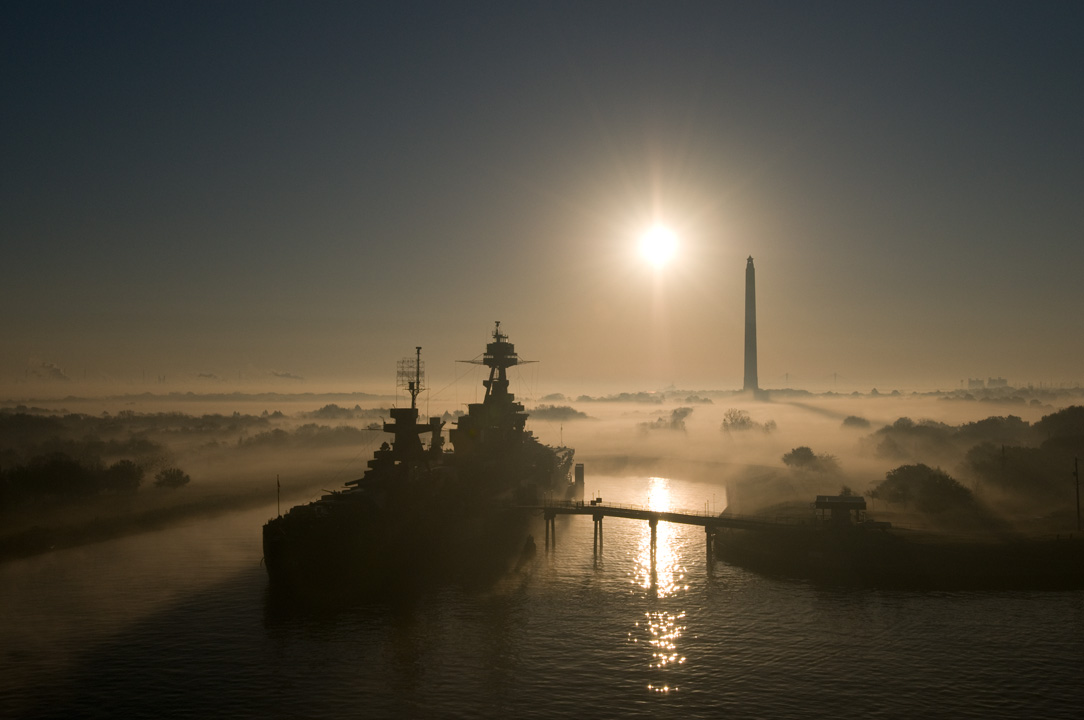
Okręt w porannej mgle, 31 grudnia 2007. W tle widoczny San Jacinto Monument

Jednocześnie TWDP zaczęła rozpatrywać projekt zapobieżenia dalszemu oddziaływaniu wody na blachy kadłuba. Rozwiązaniem było umieszczenie jednostki na stałe w specjalnie do tego zbudowanym suchym doku, który miał się znajdować w tym samym miejscu, w którym kotwiczył pancernik. Zgodnie z planami głębokość obecnego miejsca cumowania miała zostać zwiększona do 38 stóp poniżej poziomu morza, zaś fundament doku miał oprzeć się na betonowych słupach. Koszt całości konstrukcji, z platformami widokowymi na szczycie, wyceniono wstępnie na 29 milionów dolarów. W 2007 roku mieszkańcy Teksasu w wyniku głosowania zaaprobowali decyzję emisji obligacji, mających przynieść kwotę 25 milionów dolarów na pokrycie kosztów całej operacji, pozostałe 4 miliony zadeklarowała prywatna Battleship Texas Foundation. Ostatecznie kontrakt na zaprojektowanie suchego doku został podpisany 26 października 2010 roku pomiędzy Texas Parks and Wildlife Department a firmą inżynieryjną AECOM USA Group. Według przewidywań konkurs ofert na budowę całości powinien się odbyć w połowie 2014 roku, zaś zakończenie prac konstrukcyjnych ma nastąpić latem 2017 roku. Jednocześnie koszt całości inwestycji, obejmującej budowę suchego doku oraz prace renowacyjne, mające zachować okręt w jak najlepszym stanie, wyceniono w 2012 roku na ponad 100 milionów dolarów.
„Texas” jest pierwszym i najstarszym z ośmiu amerykańskich pancerników, które są bądź mają być pływającymi muzeami; pozostałe pochodzą z lat 40. XX wieku (są to: „Massachusetts”, „Alabama”, „North Carolina”, „New Jersey”, „Missouri” i „Wisconsin”, które już są muzeami, oraz „Iowa”, który oczekuje na przekazanie prywatnej organizacji do wykorzystania jako okręt muzeum). Jeżeli projekt postawienia pancernika w suchym doku zostanie zrealizowany, będzie to unikalna w skali światowej, jedyna tego typu konstrukcja dla jednostki tej wielkości.

## Media
„Texas” kilkakrotnie pojawił się w produkcjach filmowych. Na pokładzie pancernika nagrywane były oryginalne sceny otwierające film The Sand Pebbles z 1966 roku z udziałem Steve’a McQueena, które nie zostały jednak wykorzystane w końcowej wersji filmu. W 2001 roku „zagrał” rolę pancernika „West Virginia” w filmie Pearl Harbor, w scenach, w których Cuba Gooding Jr. wciela się w rolę Dorisa Millera. Niektóre z pomieszczeń wewnątrz okrętu zostały pokazane w tym samym filmie jako wnętrza lotniskowca „Hornet”. W dwóch kolejnych filmach: Sztandar chwały oraz Listy z Iwo Jimy z 2006 roku „zagrał” samego siebie. Jest tam pokazany jako okręt ostrzeliwujący Iwo Jimę w ramach przygotowań do operacji desantowej.
W 2001 roku zrealizowano film dokumentalny o pancerniku, zatytułowany Battleship Texas: The Lone Star Ship.